# Phénomène de Gallavardin
Pour les articles homonymes, voir Gallavardin.
Le phénomène de Gallavardin est un signe clinique chez les patients ayant un rétrécissement aortique qui peut irradier la région mitrale. Il porte le nom du cardiologue français Louis Gallavardin, ayant été décrit par Gallavardin et Ravault en 1925.
Le phénomène de Gallavardin est décrit comme la dissociation entre le bruit et les composantes musicales de la pression systolique entendu dans la sténose aortique. La composante bruyante est mieux entendue à droite et au-dessus du sternum, en raison du jet à grande vitesse dans l'aorte ascendante. La fréquence de la haute composante musicale est le mieux entendu jusqu'à l'apex cardiaque. La présence d'un souffle au sommet peut être interprété comme une régurgitation mitrale, notamment chez les personnes âgées. Toutefois, le murmure apical du phénomène de Gallavardin ne rayonne pas vers la gauche de l'aisselle et est accentué par un ralentissement de la fréquence cardiaque (comme une pause compensatrice après une extrasystole), tandis que le murmure de régurgitation mitrale ne change pas.